# Rejzy husyckie
Rejzy husyckie – zbrojne wyprawy wojsk husyckich na tereny (Austria, Brandenburgia, Saksonia, Śląsk), z których atakowano Czechy w ramach krucjat.
Po odparciu I krucjaty i II krucjaty antyhusyckiej i okrzepnięciu politycznym oraz militarnym husytyzmu w Czechach, dowódcy husyccy rozpoczęli zaczepne akcje zbrojne. Atakowane były najczęściej: Morawy, będące w granicach Królestwa Czech jednak pozostające we władaniu Albrechta II Habsburga, Śląsk, Łużyce, Arcyksięstwo Austriackie, Księstwo Bawarii, Elektorat Saksonii, północne Węgry, Słowacja, a także Nowa Marchia i Pomorze Gdańskie. Organizowano je najczęściej z trzech powodów:
- politycznych – związane były z rozprzestrzenianiem idei husyckich oraz wzmacnianiem istniejących już ośrodków husyckich poza granicami Czech
- militarnych – wielkie znaczenie miało przeniesienie za pomocą rejz ciężaru działań wojennych na tereny państw ościennych oraz zagospodarowanie nadmiernej ilości wojska. Wyprawy te miały również często charakter ekspedycji karnych i odwetowych.
- finansowych – rejzy były wyprawami łupieżczymi nastawionymi na zdobycie jak największych łupów.

Porażka militarna i polityczna IV krucjaty antyhusyckiej pchnęła husytów do zdecydowanych działań zaczepnych na terenach państw sąsiadujących z Czechami i biorących czynny udział w krucjatach. Rejzy husyckie w okresie pomiędzy IV a V krucjatą antyhusycką określane są jako Spanile jizdy (pol. wspaniałe jazdy).

## Ujęcie chronologiczne

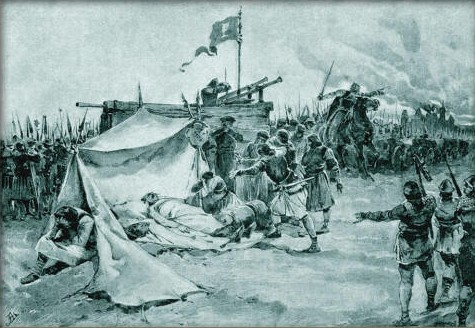
Adolf Liebscher, Śmierć Jana Žižki w Přibyslaviu (1424)

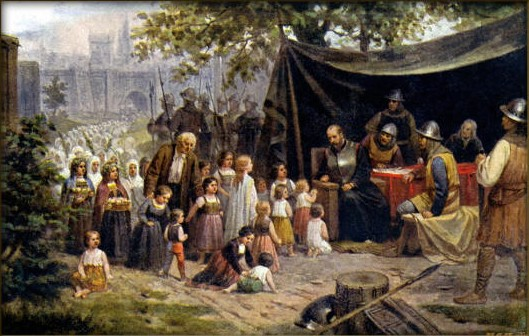
Josef Mathauser, Husyci przed Naumburgiem (1430)

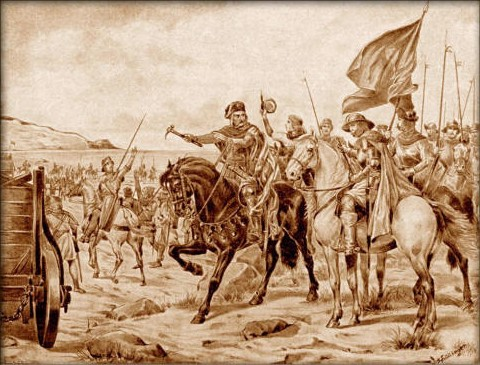
Hugo Schüllinger, Czesi nad Morzem Bałtyckim (1433)

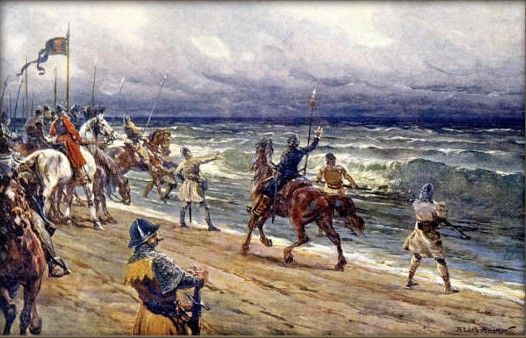
Adolf Liebscher, Czesi nad Bałtykiem (1433)

### 1423
- wrzesień – po przekazaniu Moraw Albrechtowi II Habsburskiemu przez Zygmunta Luksemburskiego, siły husyckie pod dowództwem Jana Žižki wkroczyły na teren Moraw. Husyci podjęli wówczas nieudane próby zdobycia Igławy, Moravskiego Krumlova oraz Ivančic, a idące z odsieczą siły katolickie rozbiły pod Horną Dubenką oddziały dowodzone przez Jana Hvězdę.

### 1424
- jesień – po podpisaniu 14 września ugody na Szpitalnym Polu pomiędzy utrakwistami a Janem Žižką stojącym na czele oddziałów oblegających Pragę, zjednoczone siły husyckie podjęły wspólną wyprawę na Morawy. Celem rejzy był zamek w miejscowości Přibyslav, który zdobyto i spalono. Podczas tej wyprawy 11 października zmarł Jan Žižka, przywódca i strateg taborytów w czasie wojen husyckich.

### 1425
- listopad – oddziały husyckie uderzyły na Morawy oraz po raz pierwszy przekroczyły granice Królestwa Czech, atakując Austrię. Podczas udanego oblężenia miasta Retz poległ Bohuslav ze Schwanberga, jeden głównych dowódców husyckich po śmierci Jana Žižki.
- grudzień – taboryci zorganizowali wyprawę na Śląsk, gdzie ich łupem padło Bardo.

### 1426
- marzec – wiosną tego roku miały miejsce dwie wyprawy husyckie. Pierwsza na teren Bawarii, gdzie bezskutecznie próbowano opanować miasto Geissmünchen. Druga na Morawy, gdzie siły husyckie zdobyły Podivín, Mikulov i Valtice.

### 1427
- zima i wiosna – na przełomie 1426 i 1427 roku husyci zorganizowali zbrojną wyprawę na teren Austrii, za cel obierając sobie Zwettl w Dolnej Austrii. W marcu do oblegających miasto husytów dołączył z oddziałami taborytów Prokop Wielki. Miasto oblężenie wytrzymało, natomiast pomiędzy husytami, a siłami austriackimi doszło do bitwy pod Zwettlem(inne języki), którą z wielkimi problemami wygrali Czesi.
- maj – w przeddzień IV krucjaty antyhusyckiej połączone oddziały taborytów i sierotek wdarły się na Śląsk i Łużyce, zdobywając Lubań i Złotoryję. Rejza ta spowodowała, że wśród zgromadzonej armii antyhusyckiej zabrakło oddziałów z atakowanych prowincji.

### 1428
- styczeń i luty – miała miejsce wyprawa Prokopa Wielkiego na teren Moraw.
- wiosna – siły husyckie pod dowództwem Prokopa Wielkiego wkroczyły na Śląsk. Pod Nysą doszło do starcia pomiędzy husytami a wojskami śląskimi dowodzonymi przez biskupa wrocławskiego Konrada IV. Husyci opanowali wówczas między innymi: Prudnik, Brzeg, Ząbkowice i Środę Śląską. W wyprawie tej czynny udział brali Dobiesław Puchała i książę Fedor Ostrogski, a książę opolski Bolko V opowiedział się jawnie po stronie husytów po spaleniu przez nich Prudnika.
- maj i czerwiec – taboryci wraz z oddziałami praskimi najechali Górny Palatynat, pustosząc rejon miast Bärnau, Tirschenreuth i Falkenberg. W tym samym czasie oddziały taboryckie zaatakowały również Austrię, docierając w rejon Wiednia.

### 1429
- czerwiec – oddziały sierotek zaatakowały Łużyce i sąsiadujące z nimi księstwo żagańskie, niszcząc Frýdlant.
- jesień – siły husyckie najechały Śląsk. Podczas tego najazdu łupem Czechów padła Niemcza, Henryków oraz Ziębice. Jesienią 1429 roku husyci zdołali jeszcze przeprowadzić dwie rejzy. Pierwsza skierowana była do Austrii, druga po raz kolejny tego roku na Łużyce. Podczas tej drugiej wyprawy husyci podjęli nieudaną próbę opanowania Budziszyna oraz zdobyli i złupili Kamenz, a także Gubin.
- grudzień – zimą 1429 roku celem husytów została Saksonia i Frankonia. Siłami husyckimi, podzielonymi na kilka kolumn, dowodzili: Prokop Wielki, Jakub Kromešin i Ondřej z Rimivlic. Oddziały kierujące się na miasto Grimma, zostały podczas przeprawy przez Muldę zaatakowane przez Sasów, którzy po zaciętej walce wycofali się do Turyngii. Podczas wyprawy opanowane zostało Plauen i Kulmbach. Zniszczenia uniknął Bamberg, płacąc napastnikom okup oraz Lipsk, który Czesi bezskutecznie oblegali.

### 1430
- marzec – husyci pod wodzą Jakuba Kromešina uderzyli na Śląsk, zdobywając kolejno Strzelin, Brzeg i Niemczę oraz Gliwice, Bytom i Kluczbork na Górnym Śląsku. Podczas tej wyprawy aktywny udział brali polscy husyci: Zygmunt Korybutowicz, Dobiesław Puchała i książę opolski Bolko V. Z opanowanych Gliwic Korybutowicz uczynił swoją siedzibę, natomiast w Kluczborku rezydował Dobiesław Puchała.
- kwiecień – wiosną 1430 roku husyci po raz pierwszy przekroczyli granice Korony Królestwa Polskiego, dokonując grabieżczego ataku na klasztor jasnogórski. W ataku na klasztor brali udział między innymi polscy husyci w osobach księcia Fedora Ostrogskiego, Jana Kuropatwy z Łańcuchowa, czy Jakuba Nadobnego z Rogowa. Również w kwietniu sierotki pod przywództwem Velka z Březnic dokonały nieudanego wypadu na teren zachodniej Słowacji. Podczas starć z siłami katolickimi zginął dowódca wyprawy, a sierotkom z trudem i wielkimi stratami udało się wrócić do Czech.

### 1431
- styczeń – jeszcze w grudniu 1430 roku siły husyckie rozpoczęły rejzę skierowaną na teren Śląska, Górnych Łużyc i Saksonii. Po rozbiciu pod Horką oddziałów śląskich, siły prowadzone przez Prokopa Wielkiego rozpoczęły systematyczne łupienie okolic Budziszyna.
- wrzesień – taboryci wtargnęli na teren Śląska. Celem ich wyprawy była udana odsiecz obleganej przez księcia opawskiego Przemka I Niemczy.
- jesień – taboryci wraz z oddziałami sierotek uderzyli zbrojnie na teren Moraw oraz Słowacji docierając w rejon Nitry.

### 1432
- marzec i kwiecień – wiosną tego roku miała miejsce wspólna akcja taborytów i sierotek. Celem ataku były Łużyce i Marchia Brandenburska, gdzie oddziały czeskie podjęły nieudaną próbę opanowania Brenau.
- maj – oddziały husyckie opanowały na Morawach klasztor Hradisko koło Ołomuńca.
- czerwiec – siły husyckie zdobyły Strzelno oraz splądrowały rejon Wrocławia i położone na prawym brzegu Odry tereny Śląska.

### 1433
- marzec – siły husyckie kontynuowały ofensywę na Śląsku, tocząc walki między innymi z Bernardem niemodlińskim.
- kwiecień – oddziały taboryckie, przechodząc przez teren Polski, zaatakowały Słowację, zdobywając Kieżmark.
- lato – oddziały sierotek pod wodzą Jana Čapka poprzez Wielkopolskę wkroczyły zbrojnie na ziemie Nowej Marchii i Pomorze Gdańskie, docierając do Morza Bałtyckiego.

- wrzesień – podczas oblężenia Pilzna oddział husytów pod dowództwem Jana Řitki z Bezdědic w celach aprowizacyjnych wszedł na teren Górnego Palatynatu. Rabujące przygraniczny teren siły husyckie zostały zaatakowane przez wojska cesarskie i rozbite pod Hiltersried.